# Taxiphyllum taxirameum
Taxiphyllum taxirameum är en bladmossart som beskrevs av Fleischer 1923. Taxiphyllum taxirameum ingår i släktet Taxiphyllum och familjen Hypnaceae. Inga underarter finns listade i Catalogue of Life.